# Anthony Pilla
Anthony Michael Pilla (ur. 12 listopada 1932 w Cleveland, Ohio, zm. 21 września 2021) – amerykański duchowny katolicki, biskup Cleveland w latach 1980-2006.

## Życiorys
23 maja 1959 otrzymał święcenia kapłańskie i inkardynowany został do rodzinnej diecezji Cleveland.
30 czerwca 1979 papież Jan Paweł II mianował go biskupem pomocniczym Cleveland ze stolicą tytularną Scardona.  Sakry udzielił mu ówczesny zwierzchnik diecezji bp James Hickey.
30 listopada 1980 został wyznaczony na biskupa diecezjalnego rodzinnej diecezji (był wówczas, od lipca 1980, jej administratorem apostolskim w okresie sede vacante). W latach 1995–1998 sprawował funkcję przewodniczącego Konferencji Biskupów Amerykańskich. Na emeryturę przeszedł 4 kwietnia 2006 roku.